# Gerardo Mello Mourao
Gerardo Mello Mourão né le 8 janvier 1917  et mort le 9 mars 2007 était un poète épique, homme politique, journaliste, traducteur, essayiste et biographe brésilien,
Ezra Pound a commenté: « Dans tout mon travail, j'ai essayé d'écrire l'épopée de l'Amérique. Je ne pense pas avoir réussi. Le poète d'O País dos Mourões a réussi » Mourão a été salué et reconnu par des noms comme Jorge Luis Borges et Carlos Drummond de Andrade.
Il était une figure importante de la poésie épique brésilienne, ainsi que de toute la littérature lusophone. Parmi ses œuvres les plus connues figurent Invenção do Mar: Carmen sæculare (1997) et Os Peãs (1982). Il était également connu pour son implication dans les mouvements idéologiques du XXe siècle, tels que le fascisme et le communisme. En conséquence, Mourao a été arrêté 18 fois. Il a également été torturé.
La fascination que le nom exerce sur l’esprit du poète Gerardo Mello Mourão nous permet de mieux comprendre l’utilisation régulière qu’il fait du catalogue, procédé qui a des rapports étroits avec cette catégorie grammaticale. Mais cette mise en valeur de l’énumération implique également un problème d’ordre purement stylistique car, à travers cette démarche, le poète cherche en même temps à concilier parole épique et dépouillement de style, élément si important pour l’esthétique moderne :

« Il faut castrer les substantifs, c’est-à-dire leur retirer les excroissances. Les adjectifs qualificatifs sont ces excroissances. Le substantif, le nom, le nom pur, a en lui sa simple et unique qualification. L’adjectif ne peut apparaître qu’à titre exceptionnel. À son heure et à son tour. Comme une flexion du nom pur, et non comme un appendice qualificatif et ornemental du substantif […]. L’adjectif ne peut apparaître que lorsque, par un privilège que le substantif lui accorde, il jaillit de l’intérieur de celui-ci, de sa pulpe, comme un noyau reproducteur. »

## Œuvres
- Poesia do homem só (Rio de Janeiro: Ariel Editora, 1938)
- Mustafá Kemel (1938)
- Do Destino do Espírito (1941)
- Argentina (1942)
- Cabo das Tormentas (Edic̜ões do Atril, 1950)
- Três Pavanas (São Paulo: GRD, 1961)
- O país dos Mourões (São Paulo: GRD, 1963)
- Dossiê da destruição (São Paulo: GRD, 1966)
- Frei e Chile num continente ocupado (Rio de Janeiro: Tempo Brasileiro, 1966)
- Peripécia de Gerardo (São Paulo: Paz e Terra, 1972) [Prêmio Mário de Andrade de 1972]
- Rastro de Apolo (São Paulo: GRD, 1977)
- O Canto de Amor e Morte do Porta-estandarte Cristóvão Rilke [tradução] (1977)
- Pierro della Francesca ou as Vizinhas Chilenas: Contos (São Paulo: GRD, 1979)
- Os Peãs (Rio de Janeiro: Record, 1982)
- A invenção do saber (São Paulo: Paz e Terra, 1983)
- O Valete de espadas (Rio de Janeiro: Guanabara, 1986)
- O Poema, de Parmênides [tradução] (in Caderno Lilás, Secretaria de Cultura da Prefeitura do Rio de Janeiro: Caderno Rio-Arte. Ano 2, nr. 5, 1986)
- Suzana-3 - Elegia e inventário (São Paulo: GRD, 1994)
- Invenção do Mar: Carmen sæculare (Rio de Janeiro: Record, 1997)[7] Prêmio Jabuti de 1999
- Cânon & fuga (Rio de Janeiro: Record, 1999)[8]
- Um Senador de Pernambuco: Breve Memória de Antônio de Barros Carvalho (Rio de Janeiro: Topbooks, 1999)[9]
- O Bêbado de Deus (São Paulo: Green Forest do Brasil, 2000)[10]
- Os Olhos do Gato & O Retoque Inacabado (2002)
- O sagrado e o profano (Florianópolis: Museu/Arquivo da Poesia Manuscrita, 2002)
- Algumas Partituras (Rio de Janeiro: Topbooks, 2002)[11]
- O Nome de Deus (in: Confraria 2 anos, 2007)

### En français
- (fr) Le Valet de pique, Collection Du monde entier, Gallimard.  (ISBN 207024363X)